# Fabiana denudata
Fabiana denudata är en potatisväxtart som beskrevs av John Miers. Fabiana denudata ingår i släktet Fabiana och familjen potatisväxter. Inga underarter finns listade i Catalogue of Life.